# Mesochorus apantelis
Mesochorus apantelis är en stekelart som beskrevs av Dasch 1971. Mesochorus apantelis ingår i släktet Mesochorus och familjen brokparasitsteklar. Inga underarter finns listade i Catalogue of Life.